# Nicetoile
Nicetoile ou Nice Étoile (stylisé en NICETOILE) est un centre commercial français situé en plein cœur de Nice, sur l'avenue Jean-Médecin. Il regroupe plus d'une centaine de boutiques ainsi qu'une dizaine de restaurants. Ouvert en 1982, il est depuis 2015 la propriété d'Allianz et est géré depuis 2022 par Altarea Commerce.

## Historique
Nice Étoile est construit sur les anciens terrains et magasins de l'hospice de la Charité. Les travaux s'étendent de 1972 à 1982. L'architecte du bâtiment est Charles-Jean Schmeltz,. À l'origine, c'est la société londonienne Star Holding Ltd qui est chargée du projet,, mais huit ans après la délivrance du permis de construire, les travaux ne sont pas allés au-delà du creusement d'un immense trou. Ce retard important, et le fait que la mairie de Nice dirigée par Jacques Médecin ne réclame pas d'indemnités de retard, constituent l'« affaire du trou de la Charité » qui est l'un des thèmes de la campagne des élections municipales niçoises de 1977. Les opposants du maire s'interrogent sur sa clémence envers la société Star Holding. Le dirigeant de cette dernière se défend dans Le Matin de Paris en octobre 1978 : « Nous conservons les papiers de certains versements en Suisse, nous les sortirons le moment venu ». Finalement, c'est le groupe Socri qui prendra le relai du projet, et le centre commercial est inauguré en avril 1982.
En 1992-1993, Nice Étoile subit une rénovation complète. En 2000, Unibail se porte acquéreur de Nice Étoile auprès de la caisse de retraite néerlandaise PGGM (actuel PFZW), et en détient 80,4 % à l'issue de l'opération ; le reste étant détenu par l'enseigne C&A qui occupe 4 300 m2 de surface commerciale. Il est alors géré par Espace Expansion, filiale d'Unibail. En 2004-2005, des travaux de réaménagement s'élevant à 12 millions d'euros sont effectués. La Fnac quitte les locaux, Nature et Découvertes y fait son entrée. Le design des lieux est repris pour viser une ambiance grand hôtel. Le nouveau design est conçu par Olivier Saguez. Deux gigantesques lustres de cristal de Baccarat de 76 lumières sont suspendus dans le hall principal, et l'escalier central est supprimé,. Après la construction de la ligne 1 du tramway de Nice complétée en 2007, les visites à Nice Étoile augmentent de 5%.
En 2013, Unibail-Rodamco investit 4 millions d'euros dans une rénovation complète de la décoration de Nice Étoile. En mars 2014, Vincent Logerot remplace Sébastien Mercier à la direction de Nice Étoile. En 2014, le centre commercial enregistre 13,1 millions de visiteurs. En novembre 2014, Unibail-Rodamco annonce céder Nicetoile au groupe allemand Allianz pour 312 millions d'euros,, avec une transaction qui devrait se finaliser au premier trimestre 2015. La gestion du centre commercial est confiée à la société foncière britannique Hammerson qui investit aux côtés d'Allianz à hauteur de 10 %. Début 2021, Allianz rachète les parts minoritaires d'Hammerson dans Nicetoile et devient donc propriétaire exclusif du centre. En juillet 2022, Altarea Commerce annonce s'être vu confié par Allianz Real Estate la gestion de Nicetoile.

## Caractéristiques
Le bâtiment est en béton, construit dans un style moderne. Il comporte 7 niveaux au-dessus du sol et 4 en sous-sol. Le centre commercial est installé sur les niveaux -1 à 2 qui offrent une surface commerciale utile de 19 600 m2 d'après le site internet d'Hammerson. D'après la revue LSA, la surface commerciale utile de Nicetoile est en février 2021 de 21 800 m2 ce qui en fait le troisième centre commercial de Nice de ce point de vue après Nice Lingostière et Nice TNL. Les niveaux 3 à 7 sont occupés par des bureaux et des logements. Le parking souterrain comporte 2 200 places. La hauteur du bâtiment est de 24,05 mètres.

## Boutiques principales
Nice Étoile comporte une centaine de boutiques dont, en juillet 2022 : 
- Haribo
- Kiko Milano
- Rituals
- Snipes
- Adopt
- Levi's
- Nike (ouverture 2026)
- Nocibé
- Pharmacie NICETOILE (plus grande de Nice)
- Starbucks Coffee
- Adidas originals
- Father & sons
- C&A
- Micromania
- Maisons du Monde
- Nature et Découvertes

## Transports et accès
Le centre commercial Nicetoile, se situe dans le quartier Médecin, à l'angle de l'avenue Jean-Médecin et du boulevard Dubouchage. Il forme un grand quadrilatère.
- Arrêt Jean Médecin :    et Navette Cœur de Ville
- Arrêt Deloye / Dubouchage :    5    57   70   87
- Arrêt Victor Hugo :   57   70   87